# Riksmötet 1979/1980
Riksmötet 1979/80 var Sveriges riksdags verksamhetsår 1979–1980. Det pågick från riksmötets öppnande den 1 oktober 1979 till riksmötets avslutning den 11 juni 1980.
Riksdagens talman under riksmötet 1979/80 var Ingemund Bengtsson (S).